# لسوزاودسک
لسوزاودسک (به روسی: Лесозаво́дск) شهری است در سیبری در خاور دور روسیه.
این شهر در سرزمین پریمورسکی در کنار رود اوسوری (از شاخه‌های آمور) واقع شده و در سال ۲۰۰۵ میلادی ۴۲۲۰۰ نفر جمعیت داشت.
نام پیشین لسوزاودسک، اوسوری بود.

## موقعیت
شهر لسوزاودسک در حدود ۳۰۰ کیلومتری شمال ولادی‌وستوک، مرکز این ناحیه، قرار گرفته‌است و فاصله مرز چین از مرکز شهر لسوزاودسک تنها ۱۰ کیلومتر است. 
ایستگاه راه آهن سراسری سیبری لسوزاودسک در روژینو واقع شده و جاده‌ام۶۰ که از خاباروفسک به ولادی‌وستوک می‌رود از ۱۰ کیلومتری شرق لسوزاودسک می‌گذرد.

## پیشینه
نخستین سکونتگاه در این محل در سال ۱۹۲۴ و پیرامون یک کارخانه اره‌کشی برپا شد. نام این سکونتگاه دالِس بود که در روسی معنای «جنگل دور» می‌دهد و به خاور دور روسیه اشاره دارد.
در سال ۱۹۳۲ با پیوستن روستای نووُسترویکا به دالس، شهر کوچکی پدید آمد که لسوزاودسک (به معنی: شهر کارهای جنگل) نامیده شد و در سال ۱۹۳۸ به عنوان شهر رسمیت یافت.
لشکر تفنگدار ۱۳۰ از سپاه پنجم ارتش سرخ سال‌های زیادی در این منطقه مستقر بود.